# Idioctopus gracilipes
Idioctopus gracilipes är en bläckfiskart som beskrevs av Isao Taki 1962. Idioctopus gracilipes ingår i släktet Idioctopus och familjen Idioctopodidae. Inga underarter finns listade i Catalogue of Life.